# Lannilis
Lannilis (tiếng Breton: Lanniliz) là một xã của tỉnh Finistère, thuộc vùng Bretagne, miền tây bắc Pháp.

## Dân số
Người dân ở Lannilis được gọi là Lannilisiens.